# Anonymus (Film)
Anonymus ist ein Kinofilm von Roland Emmerich aus dem Jahr 2011. Der Film hatte seine Premiere am 11. September 2011 beim Toronto International Film Festival. In den Kinos startete der Film in den USA am 28. Oktober 2011, in Deutschland am 10. November 2011. Der Film hatte ein Produktionsbudget von 30 Millionen US-Dollar, spielte aber weltweit nur etwas mehr als die Hälfte seiner Produktionskosten ein. Drehort war das Studio Babelsberg.

## Handlung
Anonymus ist ein politischer Thriller, der zur Zeit der letzten Lebensjahre von Königin Elisabeth I. spielt. Der Film behandelt den Machtkampf um die Nachfolge der Königin und spiegelt politische Unruhen der Zeit wie die Essex-Rebellion wider.
Zugleich thematisiert der Film die Frage, von wem die Werke William Shakespeares tatsächlich verfasst wurden. Diese Frage wird seit langem unter dem Titel William-Shakespeare-Urheberschaft diskutiert. Anonymus folgt der sogenannten Oxford-Theorie, die besagt, dass Edward de Vere, 17. Earl of Oxford der eigentliche Autor sei.
Schließlich kombiniert der Film beide Teile der Prince-Tudor-Theorie: Es wird angenommen, dass Edward de Vere aus einer Liebschaft der jungen Elizabeth hervorging und in Unkenntnis seiner Abstammung als Erwachsener zum Geliebten der Königin wurde und mit ihr wiederum einen Sohn, Henry Wriothesley, 3. Earl of Southampton, zeugte.

## Hintergrund
- Drehbuchautor John Orloff verfasste das Skript in den späten 1990er Jahren. Nachdem Shakespeare in Love im Jahr 1998 erschienen war, lag Orloffs Skript auf Eis. Emmerich stieß erst über das Skript von Orloff auf die Debatte um die Autorschaft der Shakespeare-Werke.
- Die Darsteller Derek Jacobi und Mark Rylance gehörten bereits vor der Entstehung des Films zu den prominenten Vertretern verschiedener anti-stratfordianischer Theorien in der Urheberschaftskontroverse um William Shakespeares Werk in Großbritannien. Rylance verfasste das 2007 uraufgeführte[8] Theaterstück I am Shakespeare,[9] das sich humoristisch mit der Urheberschaftsfrage auseinandersetzt, und ist ein Trustee des Shakespearean Authorship Trust.[10]
- Ein Großteil der Dreharbeiten fand in den Ateliers und Freigeländen von Studio Babelsberg in Potsdam statt, welches zudem auch als Koproduzent des Films fungierte. Es entstand das komplette Globe-/Rose-Theater und ein Mittelalterdorf als Kulissen auf dem Gelände des Filmstudios.[11][12]
- Die Filmmusik wurde vom Deutschen Filmorchester Babelsberg eingespielt.[13]

## Kritiken
„‚Anonymus‘ ist großes Mantel-und-Degen-Kino (wohlgemerkt: made in Babelsberg), ein politisches Intrigendrama, das das London um 1600 in prachtvollen Kulissen und mit digitalen Effekten – wie der zugefrorenen Themse – plausibel wiederauferstehen lässt.“

„Emmerichs ‚dunkler‘ Film ist vor allem ein äußerst perfides Werk. […] Am dümmsten und anstößigsten ist die Darstellung von Shakespeare. Wenn man behaupten will, dass der Autor der berühmten 37 Stücke der Earl of Oxford oder jemand anderes sei, muss man deshalb wirklich den anerkannten Autor als halbgebildeten Angeber, Säufer und… Mörder hinstellen?
Wo Anonymus nicht unangenehm und laut ist, ist er langweilig und voller Klischees.“

„Mit sicherem Gespür greift [Emmerich] auf die so genannte Prinz-Tudor-Theorie zurück, nach der Edward de Vere nicht nur der Autor der berühmten Werke, sondern auch ein unehelicher Sohn von Königin Elizabeth sowie deren späterer Liebhaber war. Emmerich inszeniert diese selbst unter Oxfordianern höchst umstrittene Variante als ‚Film im Stück‘ und lässt die Handlung des Dramas ‚Anonymus‘ nach dem Prolog in die prachtvoll ausgeschmückte historische ‚Realität‘ übergehen. Innerhalb dieser Rückblende ins elisabethanische Zeitalter wechselt er zudem zwischen drei weiteren Zeitebenen, was seiner sehr amüsanten, aber letztlich auch recht schlichten Räuberpistole zumindest formale Komplexität verleiht.“

## Auszeichnungen
Die Kostümbildnerin Lisy Christl erhielt 2012 für ihre Arbeit an dem Film Anonymus eine Nominierung für den Oscar. Im selben Jahr folgten bei der Verleihung des Deutschen Filmpreises 2012 sechs Auszeichnungen in technischen Kategorien (beste Kamera, bester Schnitt, bestes Szenenbild, Kostümbild, Maskenbild, Tongestaltung) und eine Nominierung als bester Spielfilm.